# Agustín Ronconi
Agustín Ronconi es un músico multinstrumentista argentino, cocreador de la banda Arbolito. 

## Biografía

### Estudios y viajes
Nacido en Buenos Aires, vivió desde siempre en Bernal, localidad de Quilmes. Estudió en la Escuela Normal de Quilmes. Empezó estudiando guitarra con un profesor de su barrio y completó los estudios de música en la Escuela de Música Popular de Avellaneda. Viajó de manera aventurera por los andes de la costa chilena, y llegó hasta Colombia en un raid que fue un viaje iniciático.

### Grupos
Pasó por Alma los Blancos, grupo que creó el himno de la hinchada de Quilmes Atlético Club), Bossa Nostra, Cenzontle (el pájaro de La Maza, de Silvio Rodríguez) “y otras bandas de exploración musical andina”.
En un viaje conoció a Ezequiel Jusid, con quien fundaría Arbolito.

### Arbolito
Alquilaron una casa en Once, y con nuevos integrantes, el dúo se transformó en una banda, con la que realizaron giras al interior del país y a la costa Oriental en Valizas, cerca de Cabo Polonio.
Agustín y Ezequiel Jusid contactaron con Osvaldo Bayer para solicitarle el permiso de uso del nombre Arbolito, y con él fueron a Rauch y a Azul para solicitar el cambio de nombre del pueblo y de una calle, consiguiendo esto último en Azul, donde la ex calle Rauch ahora se denomina Arbolito.

### Ácido Criollo Trío
En 2004, Agustín Ronconi funda el Ácido Criollo Trío, en la búsqueda de interpretar música de raíz folclórica con elementos del rock, candombe y jazz. Junto a Agustín Ronconi tocan Andrés Fariña (Bajo eléctrico y voz) y Daniel Dieguez (Batería y bombo legüero). Editan un CD, "ácido Criollo".

### Colaboraciones
En 2007 colabora aportando sonidos de viento en el disco de Verónica Condomí, "remedio pal alma"

### Deporte
Hasta el año 1993, Agustín navegó en la clase 470, siendo un destacado de la misma. Actualmente, navega en la clase Laser Radial.

## Influencias
Las influencias de Agustín Ronconi van desde el folclore fusión de Peteco Carabajal, al folck rock de Jethro Tull, y por su estilo de interpretación de la flauta traversera, de manera muy "soplante", se lo compara con el líder de esa banda, Ian Anderson.